# Mamuna
Mamuna é um quilombo brasileiro localizado no município de Alcantara, no Maranhão, onde vive a maior população quilombola do país. O quilombo se encontra sob risco de remoção devido aos planos de expansão da plataforma do Centro de Lançamento de Alcântara.

## Histórico
Durante a década de 1980, a região onde se encontra o quilombo de Mamuna teve ao menos 312 famílias, de 32 comunidades, realocadas de forma compulsória, num processo que se tornou um dos casos mais emblemáticos da causa quilombola no país.